# Weiler (Rainau)
Weiler ist ein Teilort von Dalkingen, einem Ortsteil von Rainau.

## Geschichte
Weiler wurde das erste Mal im Jahre 1229 als Wiler erwähnt. Im Hochmittelalter bestand ein Ortsadelsgeschlecht im Ort, welche die Burg Weiler als Stammburg hatten.
Der Ort wurde im Jahre 1557 nach dem Aussterben derer von Ahelfingen durch die Grafen von Helfenstein als erledigtes Lehen an das „Reiche Almosen“ in Dinkelsbühl verkauft.

## Galerie

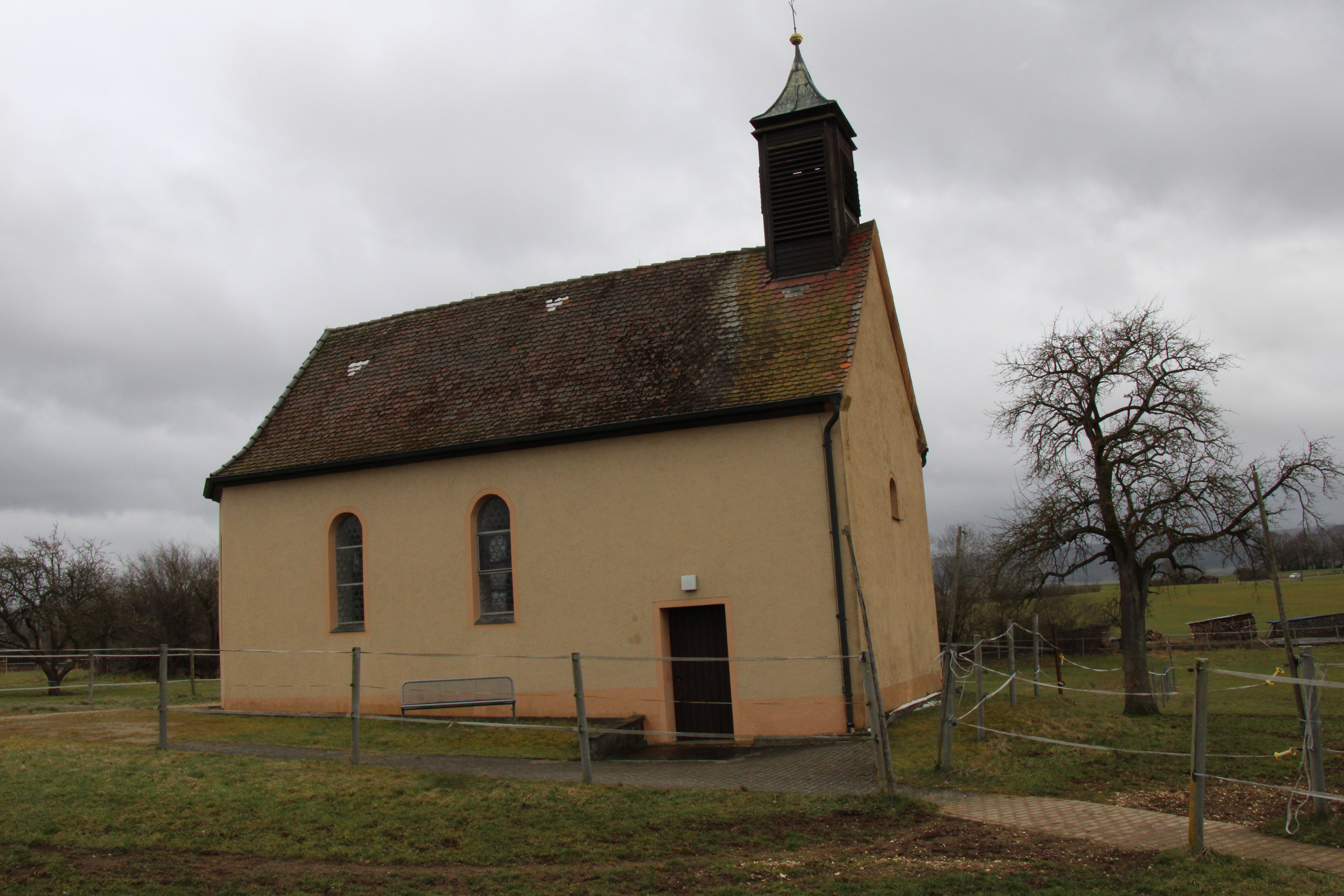
St. Katharina am Südostrand von Weiler
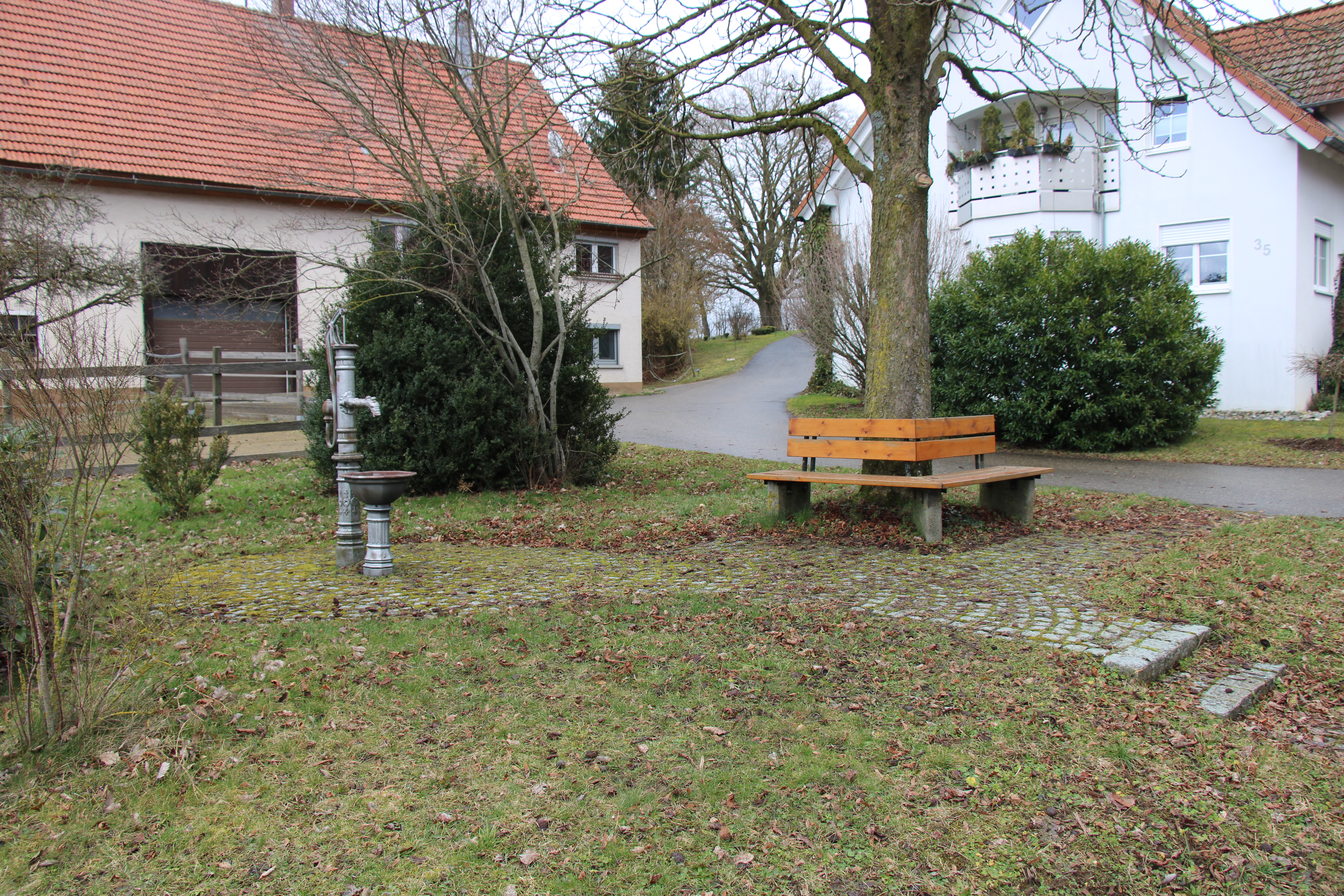
Ortsmitte von Weiler